# Brachypterois serrulata
Brachypterois serrulata és una espècie de peix pertanyent a la família dels escorpènids i l'única del gènere Brachypterois.

## Descripció
- Fa 12 cm de llargària màxima.[2][3]

## Hàbitat
És un peix marí, demersal i de clima tropical que viu entre 23-79 m de fondària.

## Distribució geogràfica
Es troba des del Golf d'Oman fins a les Filipines i Taiwan. També és present al mar d'Arafura.

## Observacions
És inofensiu per als humans.